# Бъстър Кийтън
Джоузеф Франк Кийтън VI (на английски: Joseph Frank Keaton), известен повече с артистичното си име Бъстър Кийтън (на английски: Buster Keaton), е американски комик и режисьор. 
Прочут е най-вече с ролите си в нямото кино, където създава комични ситуации, без да мени изражението на лицето си, което му носи прякора Великото каменно лице („The Great Stone Face“).
Няма специализирано образование, но е със силна интуиция на творец и артист. Най-добрият му период е от 1920 до 1929 година, когато работи без прекъсване над няколко филма и си създава репутация на един от най-добрите актьори и режисьори за всички времена. През 1930-те години страда от алкохолизъм, което разрушава семейството му, но се завръща в киното през 1940-те г.
През 1999 година Американският филмов институт включва Кийтън под Номер-21 в класацията на най-големите мъжки звезди на класическото Холивудско кино.

## Биография
Кийтън е роден на 4 октомври 1895 г. в Пикуей, Канзас (САЩ), в семейството на водевилни актьори. Според негово интервю е получил прозвището Бъстър от великия илюзионист Хари Худини, когато е на 6 месеца.
Като дете Кийтън участва в представленията на родителите си. Започва професионална работа в киното през 1917 година, заснемайки няколко успешни филма заедно с Роско Арбъкъл. През 1920 г. има свой собствен екип и заснема поредица от успешни филми. След неуспеха на „Генералът“ (1927) обаче възникват противоречия с неговите разпространители и след още 2 филма Кийтън изоставя независимостта си и постъпва в „Метро-Голдуин-Майер“. Там заснема „Операторът“ (1928) и „Spite marriage“ (1929). През 1952 г. се появява за единствен път на екрана заедно с Чарли Чаплин в сцена от филма „Светлините на рампата“.
Получава почетен „Оскар“ за заслуги към кинематографията през 1958 г. и „Оскар“ за цялостно творчество през 1959 г.
Бъстър Кийтън умира на 1 февруари 1966 г. в Холивуд от рак на белите дробове.

## Избрана филмография
| година | филм                 | оригинално заглавие | роля         | режисьор                     |
| ------ | -------------------- | ------------------- | ------------ | ---------------------------- |
| 1924   | Младият Шерлок       | Sherlock, Jr.       | Шерлок       | Бъстър Кийтън                |
| 1924   | Навигаторът          | The Navigator       | Роло Тредуей | Бъстър Кийтън, Дональд Крисп |
| 1926   | Генералът            | The General         | Джони Грей   | Клайд Брукман, Бъстър Кийтън |
| 1950   | Булевардът на залеза | Sunset Boulevard    | себе си      | Били Уайлдър                 |